# Вазир Али-хан
Вазир Али-хан (урду وزیر علی خان‎, хинди वज़ीर अली खान; 19 апреля 1780 — 15 мая 1817) — 5-й наваб Ауда, приемный сын Асафа ад-Даула.

## Биография
Родился 19 апреля 1780 года в Лакхнау. Был куплен у его матери вскоре после своего рождения и тайно доставлен в гарем по приказу Баху Бегум, матери наваба Ауда Асаф ад-Даулы. Был представлен навабу как его сын от дворцовой наложницы, признан и получил титулы: «Хан Бахадур, Сафдар Джанг, Итимад ад-Даула, Бурхан уль-Мульк и Асаф Джах». Впоследствии Асаф ад-Даула отказался признавать его своим сыном.
После смерти Асафа ад-Даулы 21 сентября 1797 года 17-летний Вазир Али-хан занял княжеский трон в Ауде при поддержке британцев.
Через четыре месяца англичане обвини нового наваба в неверности. Сэр Джон Шор (1751—1834) выступил во главе 12 батальонов и сместил наваба Вазира Али-хана. 21 января 1798 года новым навабом Ауда британцы объявили его дядю Саадат Али-хана II (ок. 1752—1814), второго сына Шуджи ад-Даулы.
Вазир Али-хан получил от британцев пенсию в размере 3,00000 рупий и переехал в Бенарес. Английские власти в Калькутте решили, что его следует перевести подальше от княжества Ауд. Британский резидент Джордж Фредерик Черри 14 января 1799 года вручил бывшему навабу приказ во время приглашения на завтрак, на котором Вазир Али-хан появился с вооруженной охраной. В ходе последовавшей ссоры Али нанес Джорджу Черри удар саблей, после чего его охранники убили местного жителя и еще двух европейцев. Затем Вазир Али-хан со своими людьми напал на дом Сэмюэла Дэвиса, магистрата Бенареса, который защищался на лестнице своего дома с оружием в руках пока его не спасли британские солдаты. Это случай стал известен как Резня в Бенаресе.
Впоследствии Вазир Али-хан собрал в городе мятежное войско численностью в несколько тысяч человек. Быстро собранные силы под командованием генерала Эрскина вступили в Бенарес и «восстановили порядок» к 21 января. Вазир Али-хан бежал в Бутвал (Раджпутана), где получил убежище при дворе раджи Джайпура. По запросу Артура Уэлсли, графа Морнингтона, раджа передал Али британцам с условием, что его не повесят и не закуют в кандалы. Вазир Али-хан сдался британским властям в декабре 1799 года и был помещен в строгое заключение в Форт-Уильям, Калькутта.
Вазир Али-хан провел всю оставшуюся жизнь — 17 лет — в железной клетке внутри крепости Форт-Уильям в Калькутте. Он скончался 15 мая 1817 года в возрасте 37 лет. Вазир Али-хан был похоронен на мусульманском кладбище Каси Багхан.

## Жены и дети
У Вазира Али-хана было 4 главных и 15 временных жен.
- 1-я жена с 9 августа 1793 года Наваб Гумани Бегум Сахиба (Баху Бегум) (1764 — ?), дочь Шарафа уль-Мулька, Шарафа уд-Даулы, Наваба Ашрафа али Хана Бахадура, Дилер Джанга
- 2-я жена — Наваб Дурдана Бегум Сахиба (? — 1813)
- 3-я жена — Наваб Ашурна Бегум Сахиба
- 4-я жена — Наваб Хусаини Бегум Сахиба (? — 1840)

У Вазира Али-хана было два сына и одна дочь:
- Мирза Джалал уд-Дин Хайдар Али Хан Бахадур (род. 1798, Лакхнау), мать — Илахи Ханум
- Мирза Мухаммад Али Хан Бахадур, мать — Сахиб Бакш
- Сахибзади Саадат ун-Ниса Бегум (? — 1825), мать — Хусаини Бегум. Муж с 1824 года — Мирза Шуджа Али Хан Бахадур.